# Dundergubbar
Dundergubbar (originaltitel: The Big Noise) är en amerikansk komedifilm med Helan och Halvan från 1944 regisserad av Malcolm St. Clair.

## Handling
Helan och Halvan jobbar som vaktmästare på en detektivbyrå, när det ringer i telefon. Det är den excentriske uppfinnaren Alva P. Hartley som uppfunnit en bomb som han kallar The Big Noise. Helan ljuger om att han och Halvan är detektiver, vilket innebär att de måste flytta in hos uppfinnaren och bevaka bomben.

## Om filmen
Flera skämt i filmen är hämtade från flera duons tidigare filmer; Habeas Corpus från 1928, Pippi i kvadrat och Helan och Halvan i sovkupé båda från 1929, Helan och Halvan i skräckens hus från 1934, Skrattar bäst som skrattar sist från 1938 och Lätt på tå från 1943, varav den sistnämnda gjordes under den tid då duon lämnat Hal Roach.
Filmen fick blandade recensioner av filmkritiker vid premiären, och är på grund av sitt dåligt rykte en av titlarna i boken The Fifty Worst Films of All Time från 1978.
Filmen finns utgiven på DVD och Blu-ray.

## Rollista (i urval)
- Stan Laurel – Stan (Halvan)
- Oliver Hardy – Ollie (Helan)
- Doris Merrick – Evelyn
- Arthur Space – Alva P. Hartley
- Veda Ann Borg – Mayme Charlton
- Robert Blake – Egbert Hartley
- Frank Fenton – Charlton
- James Bush – Hartman
- Robert Dudley – farfar
- Esther Howard – Sophie
- George Melford – Mugridge
- Selmer Jackson – Mr. Manning
- Harry Hayden – Mr. Digby
- Jack Norton – berusad tågpassagerare
- Ken Christy – tågpassagerare
- Dell Henderson – tågpassagerare
- Francis Ford – vaktmästare på stationen
- Louis V. Arco – tysk officer[3]